# La Bâtarde
La Bâtarde est un roman autobiographique de Violette Leduc paru chez Gallimard en 1964. L'ouvrage est préfacé par Simone de Beauvoir.

## Résumé
« Une femme descend au plus secret de soi et elle se raconte avec une sincérité intrépide, comme s'il n'y avait personne pour l'écouter. » Simone de Beauvoir, préface à La Bâtarde.

## Commentaire
La Bâtarde intègre des passages de Thérèse et Isabelle, œuvre sur l'amour lesbien.

## Extrait
« Mon cas n'est pas unique : j'ai peur de mourir et je suis navrée d'être au monde. Je n'ai pas travaillé, je n'ai pas étudié. J'ai pleuré, j'ai crié. Les larmes et les cris m'ont pris beaucoup de temps... Le passé ne nourrit pas. Je m'en irai comme je suis arrivée. Intacte, chargée de mes défauts qui m'ont torturée, j'aurais voulu naître statue, je suis une limace sous mon fumier. »

## Éditions
- Gallimard, 1964
- Le Livre de poche no 2566, 1969
- Gallimard, coll. « Folio » no 41, 1972 [réédition en 1990]
- Gallimard, coll. « L'Imaginaire » no 351, 1996